# Role
A Role zenekar egy 1987-ben alapított csíkszeredai magyar együttes, amely a magyar irodalom, valamint a székely és csángó népi költészet remekeire építkezik, magába foglalva az ősi erdélyi tradíciókat, hagyományos dallamokat és a progresszív rockzene elemeit.

## Története
A Role zenekar 1987-ben alakult, Csíkszeredában. Színes repertoárjukkal világszerte hűen képviselik a székely és magyar kultúrát. Az évek során több mint 60 zenész fordult már meg a zenekarban.
Zenéltek Erdély-szerte majdnem mindenhol, Magyarországon, Svájcban, Ausztriában, Németországban, Svédországban, Belgiumban, Szlovákiában, Csehországban, Szerbiában stb. Felléptek többek közt a budapesti Művészetek Palotájában, a Papp László Budapest Sportarénában, de néhány fő befogadására alkalmas templomocskákban, vagy zöld füvön, kék ég alatt is játszottak már.
Az évek folyamán 16 konceptműsor készült a kodályi elvekre épülő gyerekkoncerttől az Ady Endre, József Attila és más költők verseinek dalba öntéséig. Közülük többnek a bemutatója látható volt magyarországi és erdélyi televíziók képernyőjén. Ezek mellett 6 rockoperát is sikerült színre vinniük, amelyekből négyet a Duna Televízió is közvetített. A különféle produkciókba sikerült bevonni többek közt a csíkszeredai Hargita Nemzeti Székely Népi Együttest, a Harom, a Köpice, az Ördögborda néptáncegyütteseket, a Segítő Mária Római Katolikus Gimnázium, a Márton Áron Gimnázium, a Nagy István Művészeti Líceum, a Székely Károly Szakközépiskola, a Sapientia Erdélyi Magyar Tudományegyetem diákjait, és a csíksomlyói Árvácska együttest. Dolgoztak már együtt minden korosztállyal, ezernyi fiatallal és időssel, egyetemistákkal, középiskolás diákokkal, kisiskolásokkal, sőt egy napköziotthon kisgyerekeivel is. Eddig több mint kétszáz alkalommal működtek együtt Böjte Csaba ferences szerzetessel jó néhány közös turné keretén belül, ahol olyan impozáns templomokban is játszhattak, mint például a szegedi dóm, vagy a Szent István-bazilika. A Hangzó Helikon 2011-ben kiadta az Ady Endre verseire írt dalaikat, amit egy József Attila versfeldolgozásokból álló album követett.
2012-ben ünnepelték 25. évfordulójukat egy jubileumi megakoncerttel. A vonós- és fúvószenekarral, kórussal kiegészült Role együttessel felléptek volt tagok, barátok és olyan zenésztársak is, mint Varga Miklós vagy Horváth Kornél. A nagyszabású koncert során voltak olyan pillanatok, amikor egyszerre közel száz zenész előadásában szólalhattak meg a Role dalok.
2015 nyarán különleges körülmények között, a Nagy-Hagymás lábánál készítették el a Role rajongók által már nagyon várt Pille rockballada hang- és képfelvételét.
A zenekar híres a már hagyományossá vált pünkösdi jótékonysági koncertjeiről, amelyet rendszerint egy beteg kisgyerek vagy egy jó ügy számára ajánlanak fel. 2022 pünkösd szombatján tartották a 17. hagyományos pünkösdi Role koncertet. Szintén hagyományosnak számít a már több évben is megrendezett karácsonyi koncertjük.

## Tagok
- Bodor Emese - ének, billentyűs hangszerek
- Kozma Noémi - fuvola
- Nagy Edina - dobok, ütőhangszerek
- Nagy Ferenc - basszusgitár
- Nagy Tivadar - gitár, hegedű, ének
- Sántha Zsuzsánna - ének, billentyűs hangszerek

## Diszkográfia

### Videóklipek
| Év   | Videó                                  | Készítették        |
| ---- | -------------------------------------- | ------------------ |
| 2011 | Magyarnak lenni jó!                    | - Gulyás Tibor     |
| 2012 | Ady Endre: Az ágyam hívogat            | - Gulyás Tibor     |
| 2014 | Ordas                                  | - Sántha Dénes     |
| 2020 | Krisztus Jézus született               | - Sántha Dénes     |
| 2022 | Pilinszky János: Mi mindig itt volt... | - Sharp Production |

## Díjak, elismerések
- 1993 - Ki mit tud? - második helyezés
- 2007 - Csíkszereda város Pro Urbe díja - „Tiszta művészetükért, amellyel városunk hírnevét öregbítik, a székely, csángó, magyar és egyetemes zenei és költészeti örökségünk következetes ápolásában kifejtett alkotó és értékmegőrző tevékenységükért.”
- 2010 - Magyar Televízió Örömzene vetélkedő - Nagydíj
- 2013 - Ex Libris díj
- 2013 - Transylvanian Music Awards „Az év élő koncertje” díj